# Siretul Mic
Siretul Mic (în ucraineană Малий Серет, transliterat: Malîi Seret) este un râu în Ucraina, care curge prin raionul Storojineț și raionul Adâncata din regiunea Cernăuți. Este un afluent de dreapta al Siretului (bazinul Dunării).
Are o lungime de 61 km și un bazinul de 567 km2. Valea râului în apropiere de satul Bănila pe Siret are o formă de V, cu o lățime de până la 600 m, în aval este trapezoidală, cu o lățime care ajunge la 2-2,5 km. Are o luncă de 80-200 m. Albia este predominant șerpuită, ramificată, cu mai multe insule. Lățimea râului este de 8-15 m, în unele locuri până la 35 m. Panta râului - 12 metri pe kilometru. Malul râului este parțial consolidat.
Raul izvorăște din nord-estul pantelor Carpaților bucovineni, la sud-vest de satul Bănila pe Siret. Curge mai întâi spre nord, apoi spre nord-est și est. În sectorul mijlociu și inferior curge spre sud-est, apoi spre est. Se varsă în Siret la est de satul Suceveni.